# 드림 (종합격투기 단체)
드림(DREAM)은 일본을 기반으로 하는 종합격투기 단체이다. 일본의 FEG(Fighting Entertainment Group)와 프라이드 파이팅 챔피언십의 모기업이였던 드림 스테이지 엔터테인먼트가 K-1의 히어로즈를 대체하여 2008년 발촉시킨 대회이다.

## 역사

### 야렌노카
주파사에 프라이드 파이팅 챔피언십이 매각된 이후 , 남아있는 선수들 , M-1 글로벌과 공동으로 마지막 프라이드 대회인 야렌노카가 2007년 12월에 개최되면서 드림 대회가 시작되었다.

### 제휴
미국의 스트라이크포스, 유럽의 M-1 글로벌과 제휴관계를 맺고 1년에 몇 회씩 공동으로 대회를 개최하고 있고 , 매년 12월 31일 K-1과 공동으로 다이너마이트 대회를 개최한다.

## 챔피언들
| 체급         | 챔피언              |
| ------------ | ------------------- |
| 헤비급       | 공석                |
| 라이트헤비급 | 게가르 무사시       |
| 미들급       | 공석                |
| 웰터급       | 마리우스 자롬스키스 |
| 라이트급     | 아오키 신야         |
| 페더급       | 다카야 히로유키     |
| 페더급       | 비비아누 페르난데스 |

토너먼트 챔피언:
| 연도/체급            | 챔피언              |
| -------------------- | ------------------- |
| 2008년 라이트급      | 요아킴 한센         |
| 2008년 미들급        | 게가르 무사시       |
| 2009년 웰터급        | 마리우스 자롬스키스 |
| 2009년 페더급        | 비비아누 페르난데스 |
| 2009년 슈퍼헐크      | 미노와 이쿠히사     |
| 2010년 라이트 헤비급 | 게가르 무사시       |
| 2011년 일본 밴텀급   | 히데오 토코로       |
| 2011년 밴텀급        | 비비아누 페르난데스 |